# Ragnhild Femsteinevik
Ragnhild Femsteinevik (Hatlestrand, 25 de agosto de 1995) es una deportista noruega que compite en biatlón.
Ganó dos medallas de plata en el Campeonato Mundial de Biatlón de 2025 y dos medallas de oro en el Campeonato Europeo de Biatlón de 2022.

## Palmarés internacional
| Campeonato Mundial | Campeonato Mundial  | Campeonato Mundial | Campeonato Mundial      |
| Año                | Lugar               | Medalla            | Prueba                  |
| ------------------ | ------------------- | ------------------ | ----------------------- |
| 2025               | Lenzerheide (Suiza) | Medalla de plata   | Relevo                  |
| 2025               | Lenzerheide (Suiza) | Medalla de plata   | Relevo mixto individual |
| Campeonato Europeo |                     |                    |                         |
| Año                | Lugar               | Medalla            | Prueba                  |
| 2022               | Arber (Alemania)    | Medalla de oro     | Velocidad               |
| 2022               | Arber (Alemania)    | Medalla de oro     | Relevo mixto            |